# Денайер, Джейсон
Джейсон Грегори Марианн Денайер (фр. Jason Grégory Marianne Denayer; род. 28 июня 1995, Жет) — бельгийский футболист, защитник клуба «Аль-Фатех» и сборной Бельгии. Участник чемпионата Европы 2016 года.

## Биография
Джейсон Денайер родился в городе Жет, в семье конголезской матери и бельгийского отца. Начинал играть в футбол с 6 лет. Сначала выступал в «Гансхорене», затем на два года перебрался в «Андерлехт», а в 2008 оказался в международной академии «JMG Academy», основателем которой является известный французский футболист Жан-Марк Гийу. Джейсон наигрывался на позиции нападающего, однако затем он подрос и стал слишком неповоротливым и перешёл в центр обороны. В 2013 году Денайера приметил «Льерс», но сам футболист не захотел выступать за эту команду. Вместо этого он за собственные деньги отправился в Англию, где после неудачных просмотров в «Ливерпуле» присоединился к «Манчестер Сити».

## Клубная карьера
В 2014 году Джейсон подписал с «Сити» свой первый профессиональный контракт до 2016 года. В сезоне 2013/14 выступал за молодёжный состав «Сити», проведя восемь матчей в Лиге чемпионов. Также он помог своей команде занять четвертое место в первенстве молодёжных составов Премьер-Лиги и вышел с ней в финал Кубка Лиги. Летом 2014 года дебютировал в основном  составе в товарищеском матче против «Данди» (2:0). Впоследствии был включен в заявку на сезон, однако на поле не выходил, продолжая выступать в молодёжке «горожан».
Из-за высокой конкуренции в составе Денайер был отдан в аренду вместе с Йоном Гвидетти в шотландский «Селтик». 16 августа в матче против «Данди Юнайтед» Джейсон дебютировал в шотландской Премьер лиге. В этом же поединке он забил свой первый гол за «кельтов». Спустя несколько дней провел дебютный матч в Лиге чемпионов против «Марибора» (1:1). По ходу сезона сформировал прочную связку с голландским защитником Вирджилом ван Дейком, забив ещё четыре гола. По итогам сезона стал чемпионом Шотландии и обладателем Кубка лиги. Также был признан лучшим молодым игроком первенства и включен в символическую сборную.
Летом 2015 года Джейсон был отдан в аренду в турецкий «Галатасарай». 15 сентября Джейсон дебютировал в новой команде в поединке против «Атлетико» (0:2). 19 сентября в матче против «Трабзонспора» он дебютировал в турецкой Суперлиге. В следующем поединке против «Газиантепспора» отдал результативный пас на Лукаса Подольски, который сравнял счет (2:1). Впоследствии Денайер регулярно выходил в стартовом составе и выиграл с клубом Кубок Турции (в финальном матче против «Фенербахче», завершившегося минимальной победой «львов», отыграл все 90 минут).
Летом 2016 года после возвращения из Турции Денайер вновь отправился в аренду, его новый клубом стал «Сандерленд». В матче против «Эвертона» он дебютировал за новую команду, заменив во втором тайме Яна Кирхгоффа. В составе «Сандерленда» Денайер провёл за клуб 24 матча в Премьер-Лиге и был одним из лучших игроков команды. Однако, по окончании сезона клуб вылетел в чемпионшип, а бельгийский защитник вернулся в «Манчестер Сити».
Летом 2017 года Джейсон вновь был отдан в аренду в «Галатасарай». В этом же сезоне он помог клубу выиграть чемпионат.
Летом 2018 года Денайер перешёл во французский «Лион», подписав контракт на 4 года. Сумма трансфера составила 6,5 млн евро. 31 августа в матче против «Ниццы» он дебютировал в Лиге 1. 23 ноября в поединке против «Сент-Этьена» Джейсон забил свой первый гол за «Олимпик Лион».

## Международная карьера
В 2014 году Денайер дебютировал за молодёжную сборную Бельгии.
31 марта 2015 года в отборочном матче чемпионата Европы 2016 против сборной Израиля Джейсон дебютировал за сборную Бельгии, заменив во втором тайме Кристиана Бентеке.
Летом 2016 года в составе сборной Денайер принял участие в чемпионате Европы во Франции. На турнире он сыграл в матче против сборной Уэльса.

## Статистика

### Клубная статистика
| Клуб             | Сезон            | Чемпионат        | Чемпионат | Чемпионат | Национальный кубок | Национальный кубок | Кубок Лиги | Кубок Лиги | Еврокубки | Еврокубки | Всего | Всего |
| Клуб             | Сезон            | Лига             | Игры      | Голы      | Игры               | Голы               | Игры       | Голы       | Игры      | Голы      | Игры  | Голы  |
| ---------------- | ---------------- | ---------------- | --------- | --------- | ------------------ | ------------------ | ---------- | ---------- | --------- | --------- | ----- | ----- |
| Манчестер Сити   | 2013–14          | Премьер-лига     | 0         | 0         | 0                  | 0                  | 0          | 0          | 0         | 0         | 0     | 0     |
| → Селтик         | 2014–15          | Премьершип       | 29        | 5         | 4                  | 1                  | 4          | 0          | 7         | 0         | 44    | 6     |
| → Галатасарай    | 2015–16          | Супер Лига       | 17        | 0         | 5                  | 0                  | —          | —          | 6         | 0         | 28    | 0     |
| → Сандерленд     | 2016–17          | Премьер-лига     | 24        | 0         | 2                  | 0                  | 1          | 0          | —         | —         | 27    | 0     |
| → Галатасарай    | 2017–18          | Супер Лига       | 22        | 0         | 0                  | 0                  | —          | —          | 0         | 0         | 22    | 0     |
| Олимпик Лион     | 2018–19          | Лига 1           | 31        | 2         | 4                  | 1                  | 2          | 0          | 8         | 0         | 45    | 3     |
| Олимпик Лион     | 2019–20          | Лига 1           | 25        | 0         | 4                  | 0                  | 3          | 0          | 9         | 0         | 41    | 0     |
| Олимпик Лион     | 2020–21          | Лига 1           | 31        | 1         | 2                  | 1                  | —          | —          | —         | —         | 33    | 2     |
| Олимпик Лион     | 2021–22          | Лига 1           | 15        | 3         | 0                  | 0                  | —          | —          | 5         | 0         | 20    | 3     |
| Олимпик Лион     | Всего            | Всего            | 102       | 6         | 10                 | 2                  | 5          | 0          | 22        | 0         | 139   | 8     |
| Всего за карьеру | Всего за карьеру | Всего за карьеру | 194       | 11        | 21                 | 3                  | 10         | 0          | 35        | 0         | 260   | 14    |

### Статистика за сборную
| Бельгия |      |      |
| Год     | Игры | Голы |
| 2015    | 4    | 0    |
| 2016    | 4    | 0    |
| 2017    | 0    | 0    |
| 2018    | 2    | 0    |
| 2019    | 3    | 0    |
| 2020    | 7    | 1    |
| 2021    | 13   | 0    |
| 2022    | 2    | 0    |
| Всего   | 35   | 1    |

## Достижения
«Селтик»
- Чемпионат Шотландии по футболу — 2014/2015
- Обладатель Кубка шотландской лиги — 2015

«Галатасарай»
- Чемпионат Турции по футболу — 2017/2018